# Atmoszféra (mértékegység)
Az atmoszféra (jele: atm) a nyomás mértékegysége. Nem tartozik az SI mértékegységek közé, de nemzetközileg mindmáig használják. A mértékegység és jele része  a Műszaki–technikai mértékegységrendszernek.

## Definíció
Az 1954-ben rendezett 10. súly- és mértékügyi konferencia (Conférence Générale des Poids et Mesures – CGPM) során az atmoszférát általános használatra elfogadták, és a következőképpen definiálták:
- 1 atmoszféra pontosan 1 013 250 dyn/cm²
- 1 atmoszféra 101 325 Pa

Ez az érték Párizs szélességi körénél a tengerszinten mért átlagos légköri nyomást hivatott képviselni, és gyakorlati szempontból nem elhanyagolhatóan valóban megfelel számos iparosodott ország tengerszinten mért átlagos légnyomásának.
|        | pascal Pa   | bár bar       | technikai atmoszféra at | fizikai atmoszféra atm | torr és mmHg | font per négyzethüvelyk psi |
| ------ | ----------- | ------------- | ----------------------- | ---------------------- | ------------ | --------------------------- |
| 1 Pa   | ≡ 1 N/m²    | 10−5          | 10,197·10−6             | 9,8692·10−6            | 7,5006·10−3  | 145,04·10−6                 |
| 1 bar  | 100 000     | ≡ 106 dyn/cm² | 1,0197                  | 0,98692                | 750,06       | 14,504                      |
| 1 at   | 98 066,5    | 0,980665      | ≡ 1 kp/cm²              | 0,96784                | 735,56       | 14,223                      |
| 1 atm  | 101 325     | 1,01325       | 1,0332                  | ≡ 101 325 Pa           | 760          | 14,696                      |
| 1 torr | 133,322     | 1,3332·10−3   | 1,3595·10−3             | 1,3158·10−3            | ≡ 1 mmHg     | 19,337·10−3                 |
| 1 psi  | 6,89476·103 | 68,948·10−3   | 70,307·10−3             | 68,046·10−3            | 51,715       | ≡ 1 lbf/in²                 |

Például: 1 Pa = 1 N/m²  = 10−5 bar  = 10,197·10−6 at  = 9,8692·10−6 atm … stb.

## Használata
A kémia tudományában a standard hőmérséklet és nyomás (standard temperature and pressure – STP) esetén 0 °C (273.15 K) hőmérsékletet és 1 atm nyomást kell érteni.
A könnyűbúvárok szóhasználatában az atmoszféra kifejezés gyakran az 1 bar (1000 millibar vagy 100 000 Pa) helyett használatos
Használatát bonyolulttá tette nem csak a fizikai és technikai atmoszféra közötti néhány százalékos különbség; sokkal inkább a túlnyomásnak mértékegységként való használata. Értelmezni kellett volna ugyanis, hogy a túlnyomást az aktuális légköri nyomáshoz, vagy annak a törvényes értékéhez viszonyítják-e. Magyarországon részben megoldotta a problémát a mértékegység jele:
at - mértékegység általában
ata - az atmoszferikus nyomásnak abszolút (a nullához viszonyított) mértékegysége
att - „atmoszféra túlnyomás”, a német atü magyar változata
Emiatt az ötvenes-hatvanas években elterjedtek olyan nyomásmérő műszerek, amelyeken negatív értékek is szerepeltek. Ezek a „vákuum” értékét mutatták egészen mínusz egy atmoszféráig.
Az Általános Súly- és Mértékügyi Konferencia 1954-es döntése nem legalizálta sem a mértékegységet, sem a jelét, csupán annak mérőszámára vonatkozó állásfoglalást tartalmazott. Azt t.i. hogy ezt az értéket nem csak a kémia számára, hanem általánosan is megengedett használni. A döntés máig ható következménye, hogy fizikai és kémiai adatok megadása számára az Amerikai Egyesült Államokban a légköri nyomás szabványos értéke 101 325 Pa, míg az IUPAC erre a célra a 100 000 Pa nyomást jelölte ki.
A Nemzetközi Súly- és Mértékügyi Hivatal dokumentumaiban az atm – mértékegység jeleként – csak a fényabszorpciós mérésekkel kapcsolatban fordul elő.
Magyarországon erre 8/1976 Mt. a következőképpen nyilatkozik:
Az alább felsorolt mértékegységek, ezek többszörösei és törtrészei, akár egymagukban, akár más mértékegységekkel kombinálva, 1980. január 1-ig törvényes mértékegységek
A technikai atmoszféra - jele: kgf/cm² vagy kp/cm² vagy at - nyomásmértékegység.
1 kgf/cm² = 1 kp/cm² = 1 at = 98 066,5 Pa
A jelenleg hatályos 1991. évi XLV. törvény („A mérésügyről”) a fentieket nem módosította.
Ebből következőleg 1980 január elseje óta az atm-nek mértékegységként való használata nem törvényes.